# Walter Friedeberger
Walter Axel Friedeberger (* 25. September 1898 in Breslau; † 14. Mai 1967 in Berlin) war ein deutscher Arzt, Verbandsfunktionär der Krankenkassen und Gesundheitspolitiker. Er war Direktor des Deutschen Hygiene-Museums in Dresden.

## Leben
Friedeberger, Sohn eines Kaufmanns, wuchs in Berlin-Prenzlauer Berg auf, besuchte das Königstädtische Gymnasium zu Berlin und legte 1916 das Abitur ab. Er studierte Medizin in Berlin und Innsbruck und wurde 1921 zum Dr. med. promoviert. Im selben Jahr schloss er sich der SPD an. Von 1922 bis 1933 war er im Diagnostischen Institut des Verbandes der Krankenkassen in Berlin tätig, von 1923 bis 1933 war er zusätzlich stellvertretender Chefarzt und Geschäftsführer bei der Geschäftsstelle der Ambulatorien des Verbandes. Von 1926 bis 1930 studierte er Volkswirtschaft und bestand das Examen als Diplom-Volkswirt.
Am 22. März 1933 wurde Friedeberger zusammen mit Max Ebel, beide Mitglieder der SPD, von der SA in der Geschäftsstelle des Hauptverbandes der Krankenkassen verhaftet und im SA-Gefängnis Papestraße in Berlin-Tempelhof inhaftiert. Friedeberger konnte jedoch noch 1933 nach Frankreich emigrieren, wo er zwischen 1939 und 1941 zeitweise in verschiedenen Lagern, später unter anderem auch in Marokko interniert war. Später ging Friedeberger in die Vereinigten Staaten.
1947 kehrte er nach Deutschland zurück und wurde Mitglied der SED und des FDGB. Zunächst war er bis 1950 Referent in der Zentralverwaltung für Gesundheitswesen der SBZ, wo er an der Gründung und Entwicklung  von Ambulatorien und Polikliniken mitwirkte. Ab 1951 bis 1958 war er Direktor des Deutschen Hygiene-Museums in Dresden. Schließlich war er von Dezember 1959 bis zu seinem Tod 1967 stellvertretender Minister für Gesundheitswesen der DDR (Nachfolger von Erwin Marcusson). Von März 1964 bis 1967 war er zusätzlich Rektor der Akademie für Ärztliche Fortbildung (Nachfolger von Walter Redetzky).
Von 1963 bis 1967 war Friedeberger als Berliner Vertreter und Mitglied der SED-Fraktion Abgeordneter der Volkskammer.

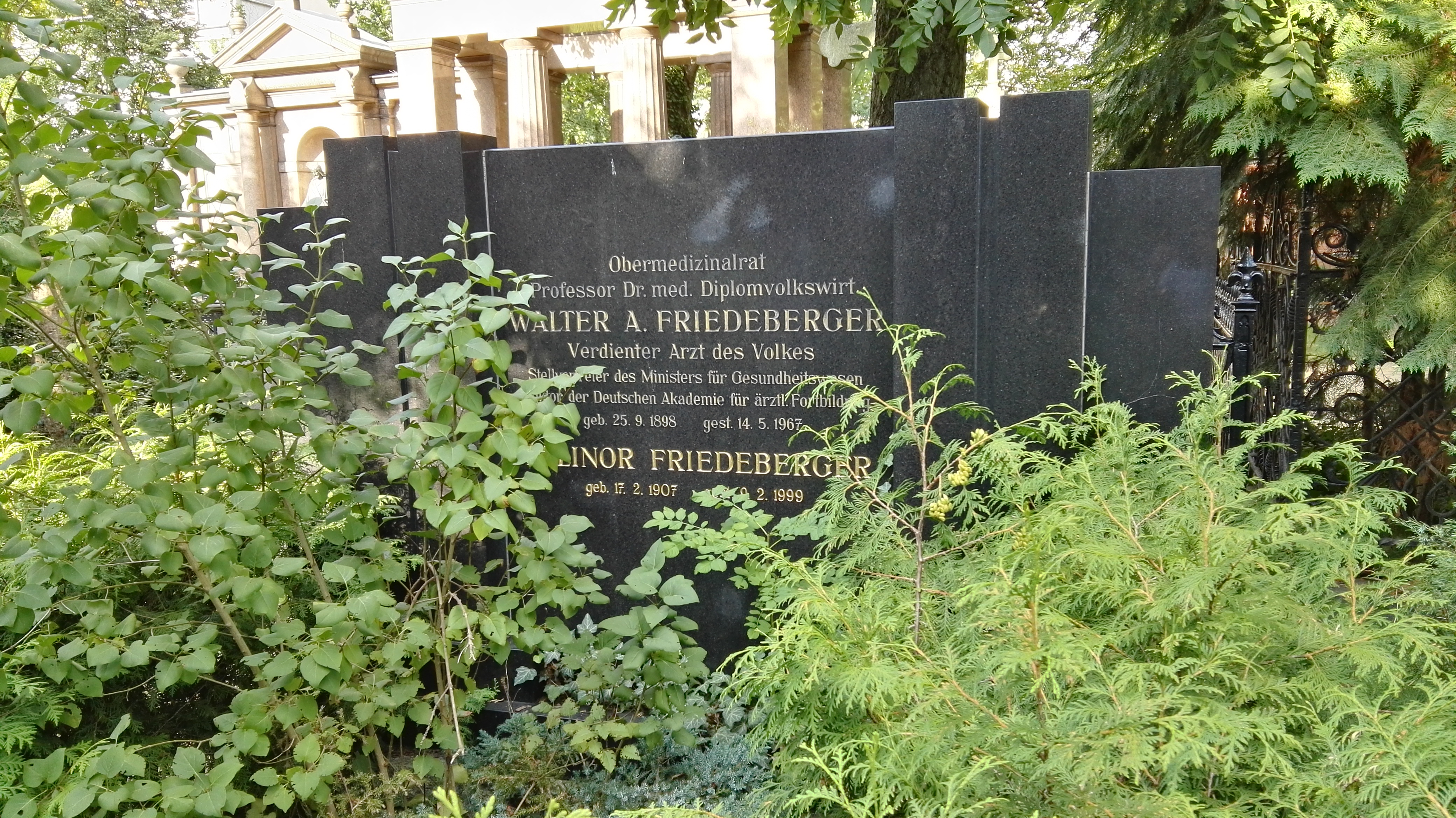
Grab

Er ist auf dem Friedhof der Dorotheenstädtischen und Friedrichswerderschen Gemeinden in Berlin bestattet.

## Auszeichnungen
- Ehrentitel Verdienter Arzt des Volkes (1954)
- Vaterländischer Verdienstorden in Bronze (1956), Silber (1958) und Gold (1963)
- Deutsche Friedensmedaille
- Medaille für Kämpfer gegen den Faschismus 1933 bis 1945 (1958)
- Orden Banner der Arbeit (1960)
- Rudolf-Virchow-Preis (1962)
- Johannes-R.-Becher-Medaille (1963)